# Beat Again
Beat Again è un brano musicale della boy band britannica JLS, estratto come primo singolo dall'album JLS, lavoro di debutto del gruppo. Il singolo è stato inizialmente pubblicato in versione digitale sull'iTunes Store britannico e irlandese.

## Tracce
CD Single (B0029U2GHO)
1. Beat Again (Radio Edit) – 3:19
2. Umbrella (Studio Version) – 4:21

Promotional Single (JLSPRO1)
1. Beat Again (Radio Edit) – 3:19
2. Beat Again (No Intro) – 3:10

## Classifiche
| Classifica (2009) | Posizione più alta |
| ----------------- | ------------------ |
| Europa            | 6                  |
| Irlanda           | 3                  |
| Romania           | 2                  |
| Regno Unito       | 1                  |